# Reroute to Remain
Reroute to Remain è il sesto album degli In Flames, pubblicato dalla Nuclear Blast nel 2002.

## Descrizione
Musiche scritte da Björn Gelotte, Jesper Strömblad e Anders Fridén. Testi di Fridén eccetto Reroute to Remain and Dismiss the Cynics scritte con la partecipazione di Helena Lindsjö.

## Tracce
1. Reroute to Remain – 3:53
2. System – 3:39
3. Drifter – 3:10
4. Trigger – 4:58
5. Cloud Connected – 3:40
6. Transparent – 4:03
7. Dawn of a New Day – 3:40
8. Egonomic – 2:36
9. Minus – 3:45
10. Dismiss the Cynics – 3:38
11. Free Fall – 3:58
12. Dark Signs – 3:20
13. Metaphor – 3:39
14. Black & White – 3:33

## Formazione
- Anders Fridén - voce
- Björn Gelotte - chitarra
- Jesper Strömblad - chitarra
- Peter Iwers - basso
- Daniel Svensson - batteria

### Musicisti aggiuntivi
- Maria Gauffin - voce in Metaphor
- Fiol-Olof - violino in Metaphor
- Örjan Örnkloo - tastiere
- Teddy Möller - tecnico di batteria